# Diocèse de Rapid City

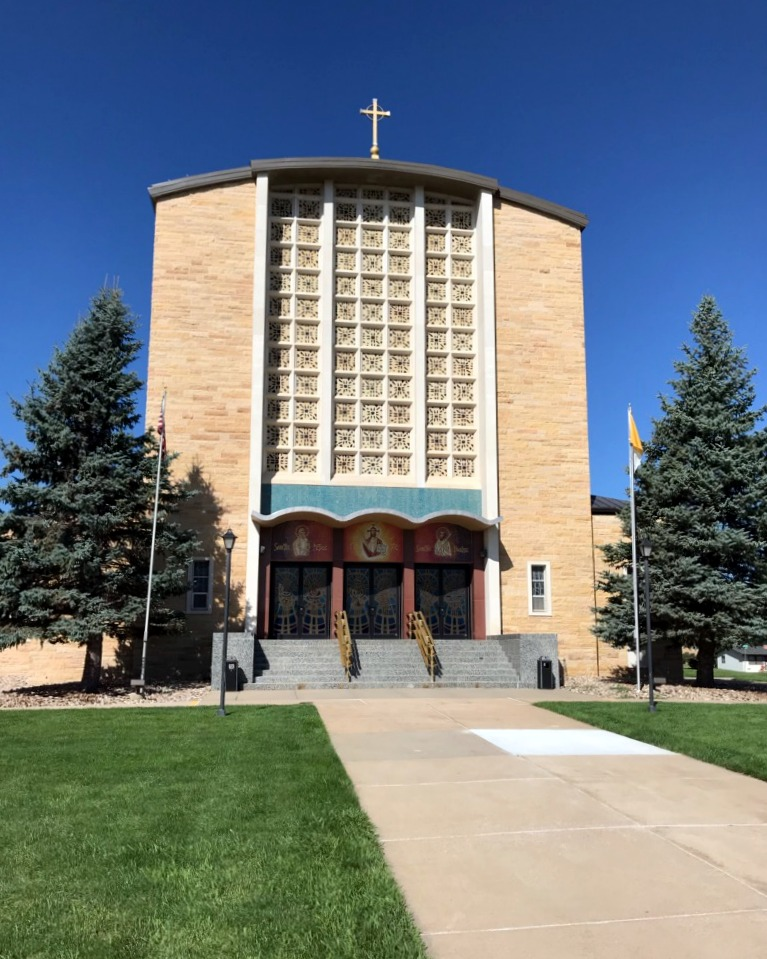
Cathédrale de Rapid City.

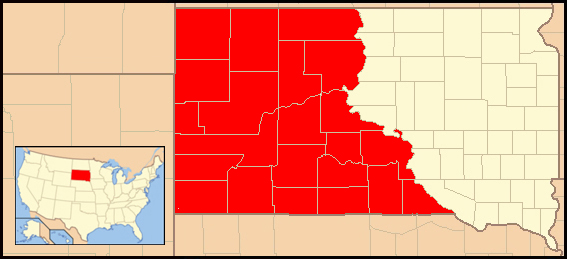
Emplacement du diocèse.

Le diocèse de Rapid City (Dioecesis Rapidopolitana) est un siège de l'Église catholique aux États-Unis, suffragant de l'archidiocèse de Saint-Paul et Minneapolis. En 2017, il comptait 24.240 baptisés pour 252.801 habitants. Le siège épiscopal est occupé par Soctt Bullock depuis juin 2024.

## Territoire
Le diocèse comprend la partie occidentale de l'État du Dakota du Sud, à l'ouest du Missouri.
Le siège épiscopal est à Rapid City, où se trouve la cathédrale Notre-Dame-du-Perpétuel-Secours.
Le territoire s'étend sur 111.327 km² et il est subdivisé en 81 paroisses.

## Histoire
Le diocèse de Lead est érigé le 4 août 1902 par le bref apostolique Quae rei sacrae de Léon XIII, recevant son territoire du diocèse de Sioux Falls.
Le 1er août 1930 par la bulle Apostolicis Litteris de Pie XI, le siège épiscopal est transféré de Lead à Rapid City, et le diocèse prend son nom actuel.

## Statistiques du diocèse
- 1950 : 42.140 baptisés pour 155.969 habitants (27%), 119 prêtres (90 diocésains et 29 réguliers), 20 religieux et 103 religieuses dans 80 paroisses
- 1966 : 40.172 baptisés pour 182.009 habitants (22,1%), 121 prêtres (70 diocésains et 51 réguliers), 78 religieux et 98 religieuses dans 70 paroisses
- 1976 : 36.200 baptisés pour 141.000 habitants (25,7%), 92 prêtres (42 diocésains et 50 réguliers), 3 diacres permanents, 58 religieux et 103 religieuses dans 61 paroisses
- 1990 : 35.191 baptisés pour 222.780 habitants (15,8%), 83 prêtres (41 diocésains et 42 réguliers), 18 diacres permanents, 61 religieux et 95 religieuses dans 113 paroisses
- 2002 : 30.266 baptisés pour 227.211 habitants (13,3%), 70 prêtres (44 diocésains et 26 réguliers), 26 diacres permanents, 31 religieux et 57 religieuses dans 97 paroisses
- 2014 : 31.600 baptisés pour 246.200 habitants (12,8%), 52 prêtres (38 diocésains et 14 réguliers), 29 diacres permanents, 17 religieux et 33 religieuses dans 83 paroisses
- 2017 : 24.240 baptisés pour 252.801 habitants (9,6%), 52 prêtres (36 diocésains et 16 réguliers), 30 diacres permanents, 19 religieux et 28 religieuses dans 81 paroisses.

L'on constate une baisse de tous les indicateurs et surtout une chute rapide du nombre de baptêmes.

### Articles liés
- Liste des juridictions catholiques aux États-Unis
- Église catholique aux États-Unis